# Silk Road

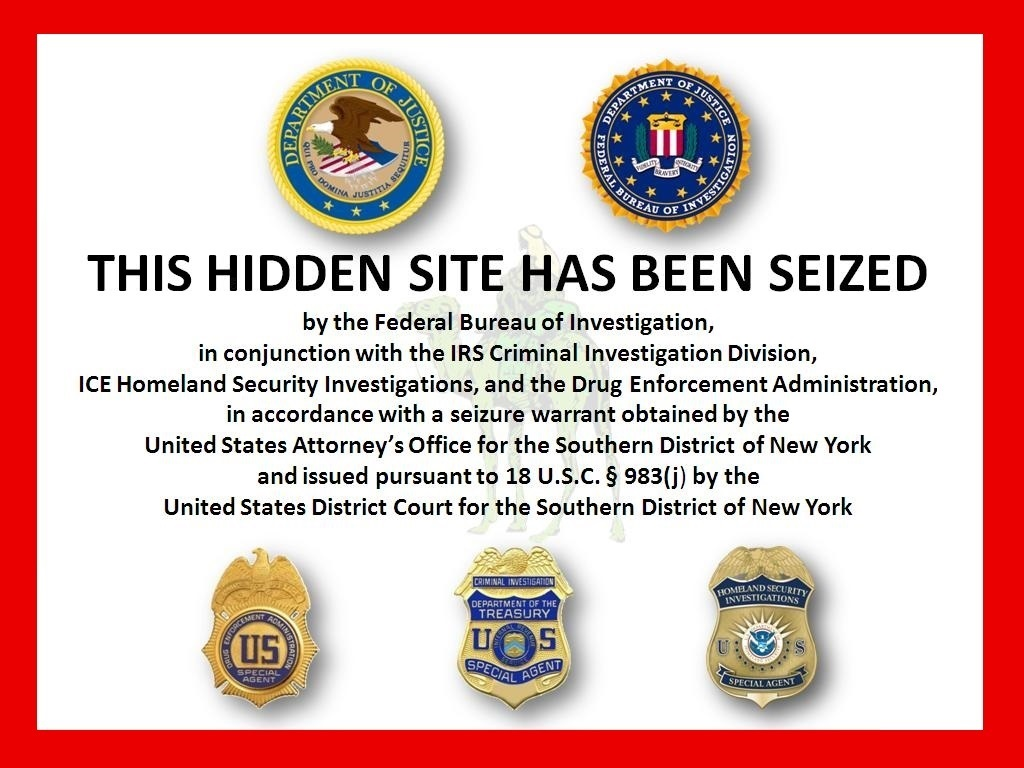
Bericht op de website van Silk Road na de sluiting.

Silk Road was een online zwarte markt, het beste bekend als een platform voor de verkoop van illegale drugs. Als onderdeel van het dark web opereerde het als een met 'Tor verborgen service' waarop gebruikers anoniem kunnen browsen. De website ging online in februari 2011; de ontwikkeling begon zes maanden eerder. In 2013 sloot de Federal Bureau of Investigation (FBI) de website en arresteerde Ross William Ulbricht onder de beschuldiging de webmaster te zijn met het online pseudoniem 'Dread Pirate Roberts'. Ulbricht werd in mei 2015 veroordeeld tot een levenslange gevangenisstraf. In 2025 verleent Donald Trump gratie.

## Opvolging
Op 6 november 2013 kwam Silk Road 2.0 online, onderhouden door voormalige administratoren van Silk Road. Ook deze website werd gesloten en de vermeende beheerder werd gearresteerd op 6 november 2014 als onderdeel van de zogeheten 'Operatie Onymous'.
Daarna verschenen twee kleinere websites, Evolution en Agora, die in het gat sprongen. Evolution verdween in 2015.

## Vervolging
Op 29 mei 2015 werd een Nederlandse drugsdealer in de Verenigde Staten tot 10 jaar cel veroordeeld wegens het verhandelen van drugs via Silk Road.

## Telefilm
In 2017 is de telefilm Silk Road gemaakt, geïnspireerd op de gebeurtenissen rondom Silk Road.